# Успенский сельсовет (Тимский район)
Успе́нский сельсовет — муниципальное образование со статусом сельского поселения в Тимском районе Курской области.
Административный центр — село Успенка.

## История
Статус и границы сельсовета установлены Законом Курской области от 21 октября 2004 года № 48-ЗКО «О муниципальных образованиях Курской области».
Законом Курской области от 26 апреля 2010 года № 26-ЗКО в состав сельсовета включены населённые пункты упразднённых  Зареченского и Леженского сельсоветов.

## Население
| 2002  | 2010  | 2012  | 2013  | 2014  | 2015  | 2016  |
| ----- | ----- | ----- | ----- | ----- | ----- | ----- |
| 511   | ↗1222 | ↘1165 | ↘1116 | ↘1095 | ↗1100 | ↘1066 |
| 2017  | 2018  | 2019  | 2020  | 2021  |       |       |
| ↘1037 | ↘1035 | ↘1012 | ↘999  | ↘947  |       |       |

## Состав сельского поселения
| №  | Населённый пункт | Тип населённого пункта       | Население |
| -- | ---------------- | ---------------------------- | --------- |
| 1  | 2-е Никольское   | деревня                      | ↘48       |
| 2  | Бердянка         | деревня                      | ↘75       |
| 3  | Забелье          | деревня                      | ↘234      |
| 4  | Забелье          | хутор                        | ↘27       |
| 5  | Заречье          | деревня                      | ↘175      |
| 6  | Канищево         | деревня                      | ↘69       |
| 7  | Ключи            | деревня                      | ↘35       |
| 8  | Леженьки         | село                         | ↘379      |
| 9  | Лесновка         | хутор                        | ↘5        |
| 10 | Луневка          | деревня                      | ↘3        |
| 11 | Овсянниково      | деревня                      | ↘21       |
| 12 | Толстянка        | хутор                        | ↘0        |
| 13 | Успенка          | село, административный центр | ↘132      |
| 14 | Чибисовка        | хутор                        | ↘19       |